# Angel Note
Angel Note(엔젤 노트)는 일본의 음악 제작 그룹으로서 2002년에 게임, 애니메이션의 주제가, BGM, 사운드 트랙 등을 제작하는 일을 시작했다. 이후「D.C. 다카포」가 크게 성공해 그 이름을 알리게 된다.

2004년 멤버를 늘려서 수많은 게임의 음악을 담당하고, Angel Note 자체 앨범 발매, 이벤트, 라이브 출현 등의 활동을 하게 된다. 최근에는 사카키바라 유이, 시모츠키 하루카, 나카세 히나, 미토세노리코 등에게도 음악을 제공하고 있다.

## 스탭
- 스즈키 루히카(鈴木ルヒカ) : 대표이사, 프로듀서
- 이노 하지메(飯野ハジメ) : 이사, 프로듀서
- 이노하라 사토루(井ノ原智) : 작·편곡, 드럼
- 이후쿠부 타케시(伊福部武史) : 작·편곡, 바이올린, 오케스트라
- 사사쿠라 마코토(佐佐倉マコト) : 작사, 작·편곡, 키보드
- 시이나 슌스케(椎名俊介) : 작사, 작·편곡, 기타
- 시라누이 츠바사(不知火つばさ) : 작·편곡, 키보드
- 모리 마모루(森まもる) : 작·편곡, 오케스트라
- BAL : 나이토 유사＆야미다가게 카즈(內藤侑史＆山田屋カズ)로 이루어진 유닛. 작·편곡, 기타, 베이스, 엔지니어
- Master IT Works : 리믹스
- NGTA : 작·편곡, 멀티 플레이어
- R.East : 작·편곡, 기타

## 가수

### 현재 소속 가수
- 나카야마♡마미
- Riryka
- kala
- 카미시로 아미
- 마리카
- 세나

### 유닛
- 나카야마♡마미＆U-KO

### 참여 가수
- 사카키바라 유이
- 나카세 히나
- 시모츠키 하루카
- 미토세 노리코
- yozuca*
- rino
- CooRie
- YURIA
- 사토 히로미
- 하시모토 미유키
- 노가와 사쿠라
- 쿠리바야시 미나미
- 칸노 유고
- 나나세 히카루
- 호리에 유이
- 칸다 아케미
- 타무라 유카리
- 이츠키 유이
- 마츠오카 유키
- 마츠키 미유
- 신타니 료코
- 사이토 케이
- 성남 : 한국인 남성이라고 추측한다.

## 음악

### 베스트 컬렉션
1. Angelic Gift -Angel Note BEST COLLECTION-
2. Utopia -Angel Note BEST COLLECTION II-
3. BELLES DIVAS -Angel Note BEST COLLECTION III-
4. BE NUTS ABOUT ANGELS -Angel Note BEST COLLECTION IV-
5. Sing Song Swing -Angel Note BEST COLLECTION V-

### 오리지널 앨범
- Love Story ~Angel Note~